# 费利佩·卡尔德龙
费利佩·德·赫苏斯·卡尔德龙·伊诺霍萨（西班牙語：Felipe de Jesús Calderón Hinojosa，GCB，R.E.，西班牙語發音：[feˈlipe kaldeˈɾon] ⓘ；1962年8月18日—），墨西哥政治人物、曾任墨西哥总统，右派政党墨西哥国家行动党党员，总统任期从2006年12月1日至2012年11月30日。

## 早年生活
费利佩·卡尔德龙的父亲是墨西哥政治家兼作家路易斯·卡尔德龙·贝加。他在墨西哥获得了学士学位和经济学硕士学位之后在美国哈佛大学取得了公共管理硕士学位。
在比森特·福克斯·克萨达任总统期间，费利佩·卡尔德龙被任命为一家国营开发银行主任，之后担任能源部长。2004年5月，因为福克斯总统支持圣地亚哥·克里尔竞选总统而批评费利佩·卡尔德龙有参选野心，卡尔德龙愤而辞职。之后卡尔德龙击败了圣地亚哥·克里尔赢得了党内初选，作为国民行动党的总统候选人于2006年初开始竞选。
费利佩·卡尔德龙是一个虔诚的罗马天主教教徒，他反对堕胎、安乐死、生育控制、同性婚姻，主张平均税率、尤其与美国的自由贸易等保守经济政策。

## 政治生涯

### 2006年总统大选
在2006年7月2日的总统选举中，费利佩·卡尔德龙以不足百分之一的些微优势领先左派总统候选人洛佩斯·奥夫拉多尔。奥夫拉多尔和他的支持者认为选举中有大量的舞弊行为，要求全国范围重新验票。联邦选举委员会认为全部重新验票没有道理和可行性，最后对百分之九的选票重新验票。9月5日选举委员会确定卡尔德龙以0.56%的优势当选。选举委员会认为虽然一些选站有少量疏失，但这些疏失不足以使选举无效。奥夫拉多尔拒绝接受这个裁定，而于11月20日举行了自己的宣誓就任总统仪式。
在12月1日子夜前10分钟，福克斯总统在电视直播中将总统职位移交给卡尔德龙。之后上午9点45分时卡尔德龙在支持者和反对者的激烈对抗中从后门进入国会宣誓就职，5分钟之后迅速从后门离开。

### 擔任总统: 2006－2012

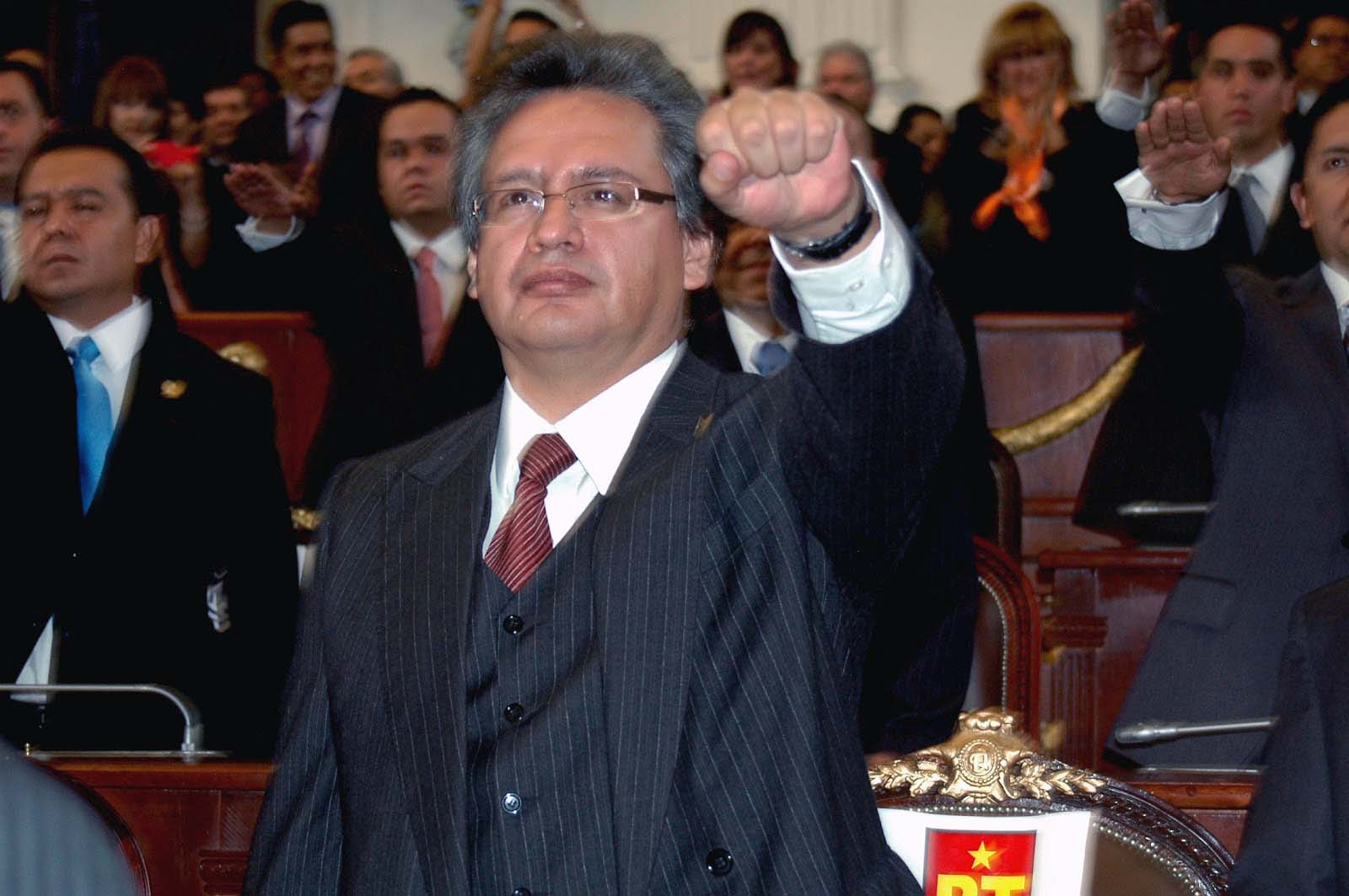
费佩·卡尔德龙宣誓就任墨西哥总统，旁邊為前总统比森特·福克斯·克萨达(右)

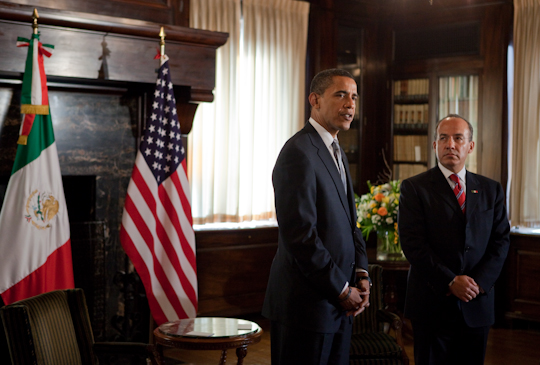
2009年1月12日卡尔德龙与美国总统贝拉克·奥巴马会面

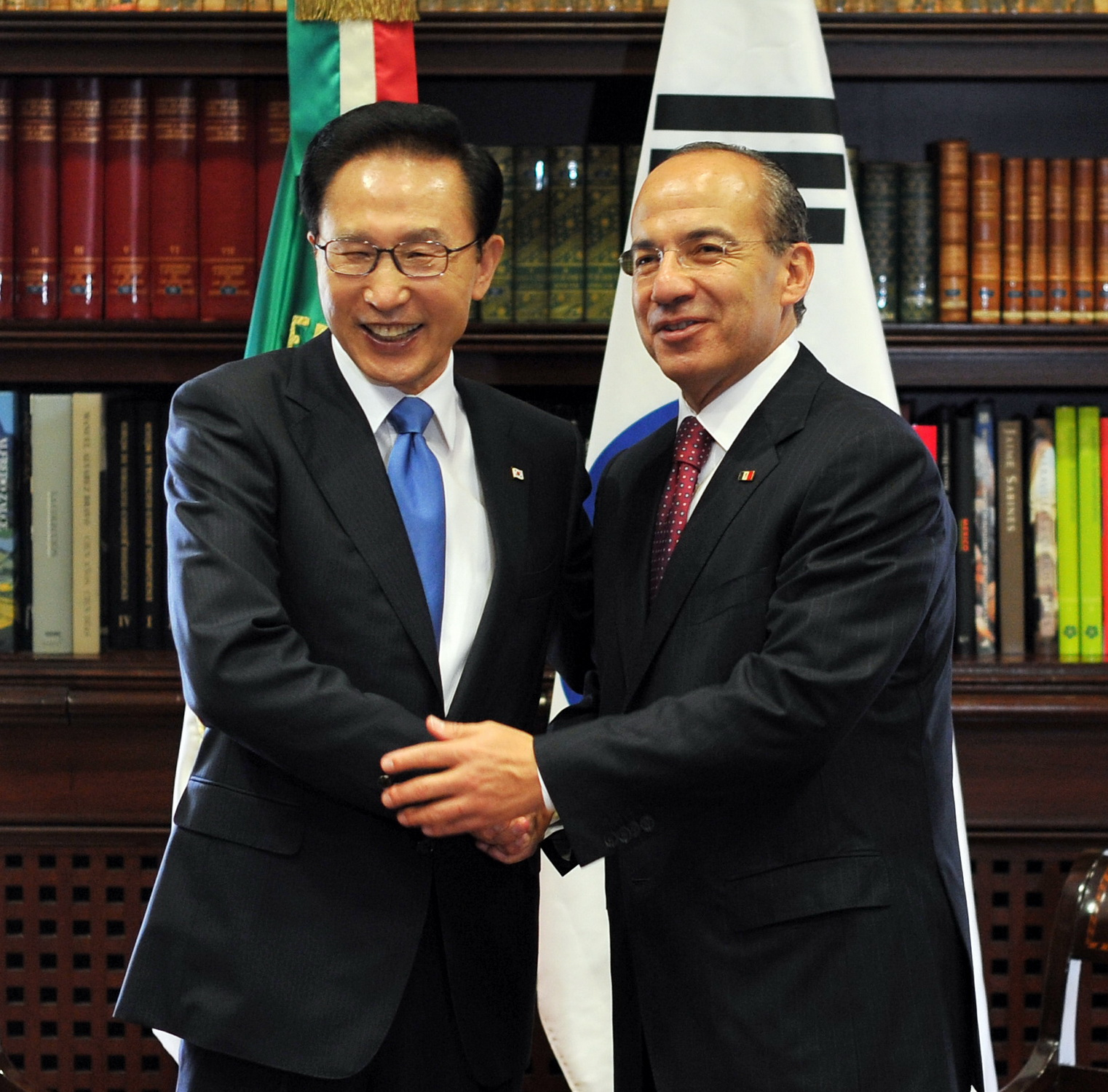
2010年7月1日卡尔德龙在墨西哥城与韩国总统李明博会面

卡尔德龙就任之后的几个月，推行了墨西哥薄饼限价、提高联邦军警薪金等政策。作为对竞选承诺的实现，卡尔德龙还推行了对雇用没有工作经验的人，比如刚从学校毕业的年轻人的公司进行奖励的政策，以增加就业机会。
卡尔德龙上台後，便致力打擊國內販毒集團。在2006年至2011年期间，有超過四萬人死於墨西哥政府與販毒集團衝突中，國家近乎陷入內戰狀態，使國人對其政府漸感不滿。
2012年11月22日，卡尔德龙提议把国名由“墨西哥合众国”改为“墨西哥”。一些分析师认为，卡尔德龙即将去职，这一提议可能只是具有象征意义的临别赠言。墨西哥1821年脱离西班牙独立，取名“墨西哥第一帝国”。3年后，墨西哥通过第一部联邦宪法，把“墨西哥合众国”作为国家官方名称。现在，这一国名除在一些官方文件、钱币和政府材料中出现，日常生活中很少出现。卡尔德龙2006年以些微优势当选墨西哥总统。2003年，他任联邦议会议员时提出修改国名的方案，只是当时没有能够促成议会表决这一方案。卡尔德龙22日说，墨西哥不需模仿任何国家。一些媒体解读，卡尔德龙言下之意是墨西哥的国名不需要模仿美国。美国国名全称为“美利坚合众国”。“墨西哥不需要模仿另一个国家的国名，不需要一个日常不使用的国名，”卡尔德龙说，修改国名“不像其他改革那般紧迫”，但需要受到重视。他认为，墨西哥应该“回归‘墨西哥’这一国名的简约和美丽⋯⋯这是我们赞颂、歌唱的名字，让我们开心、让我们荣耀⋯⋯改名至关重要，因为我们国家的名称是一切的象征，关乎我们的民众、起源、文化和认同。”按照法新社的说法，“墨西哥”（Mexico）一词在当地纳瓦特语中的意思是“月亮的肚脐”。作为邻国，美国和墨西哥相互影响，同时互生不满。一些墨西哥民众指责美国忽视或者歧视墨西哥。本周发布的一项民意调查显示，超过70%的美国人认为去墨西哥旅游不安全。

## 荣誉

### 外国勋章奖章
- 大象勋章（丹麦，2008年2月18日[2]）